# Stomatostemma
Stomatostemma là chi thực vật có hoa trong họ Apocynaceae.